# 柔毛峨眉翠雀花
柔毛峨眉翠雀花（学名：Delphinium omeiense var. pubescens）为毛茛科翠雀属下的一个变种。

## 扩展阅读
- 維基物種上的相關：柔毛峨眉翠雀花